# غوردون ماكنزي
غوردون ماكنزي (بالإنجليزية: Gordon Mackenzie)‏ هو مدرب رياضي أمريكي، ولد في 9 يوليو 1937 في سانت بيترسبرغ في الولايات المتحدة، وتوفي في 12 أغسطس 2014.